# Lipovčani
Lipovčani (1948 és 1981 között Stari Lipovčani) falu Horvátországban Belovár-Bilogora megyében. Közigazgatásilag Rojcsához tartozik.

## Fekvése
Belovártól légvonalban 10, közúton 12 km-re északnyugatra, községközpontjától légvonalban 6, közúton 10 km-re északkeletre, Domakuš és Podgorci között, a Bilo-hegység lejtőin, a Kukovica-patak partján fekszik.

## Története
A több évtizedes török uralom után a területre a 17. századtól folyamatosan telepítették be a keresztény lakosságot. A település 1774-ben az első katonai felmérés térképén a falu „Dorf Lipovchani” néven szerepel. A település katonai közigazgatás idején a kőrösi ezredhez tartozott.
A település Lipszky János 1808-ban Budán kiadott repertóriumában „Lipovchani” néven szerepel.
Nagy Lajos 1829-ben kiadott művében „Lipovchani” néven 9 házzal, 19 katolikus és 37 ortodox vallású lakossal találjuk.
A katonai közigazgatás megszüntetése után Magyar Királyságon belül Horvátország részeként, Belovár-Kőrös vármegye Belovári járásának része volt. A településnek 1890-ben 46, 1910-ben 133 lakosa volt. Az 1910-es népszámlálás szerint lakosságának 72%-a szerb, 24%-a horvát anyanyelvű volt. 1918-ban az új szerb-horvát-szlovén állam, majd később Jugoszlávia része lett. 1941 és 1945 között a németbarát Független Horvát Államhoz, majd a háború után a szocialista Jugoszláviához tartozott. 1991-től a független Horvátország része. 1991-ben lakosságának 43%-a horvát, 40%-a szerb nemzetiségű volt. 2011-ben a településnek 69 lakosa volt.

## Lakossága
| Lakosság változása | Lakosság változása | Lakosság változása | Lakosság változása | Lakosság változása | Lakosság változása | Lakosság változása | Lakosság változása | Lakosság változása | Lakosság változása | Lakosság változása | Lakosság változása | Lakosság változása | Lakosság változása | Lakosság változása | Lakosság változása |
| ------------------ | ------------------ | ------------------ | ------------------ | ------------------ | ------------------ | ------------------ | ------------------ | ------------------ | ------------------ | ------------------ | ------------------ | ------------------ | ------------------ | ------------------ | ------------------ |
| 1857               | 1869               | 1880               | 1890               | 1900               | 1910               | 1921               | 1931               | 1948               | 1953               | 1961               | 1971               | 1981               | 1991               | 2001               | 2011               |
| 0                  | 0                  | 0                  | 46                 | 106                | 133                | 89                 | 106                | 95                 | 79                 | 64                 | 70                 | 39                 | 47                 | 65                 | 69                 |

(1857 és 1880 között lakosságát Podgorcihoz számították.)